# Vluchten kan niet meer
Vluchten kan niet meer is een lied geschreven door Annie M.G. Schmidt (tekst) en Harry Bannink (muziek), gezongen door Jenny Arean en Frans Halsema.

## Achtergrond
Het nummer is afkomstig uit de musical En nu naar bed die op 5 november 1971 in première ging. Jenny Arean en Frans Halsema speelden de hoofdrollen in de musical. 
Het lied gaat over de onveiligheid in de wereld op dat moment, met de Koude Oorlog die op zijn hoogtepunt was en de dreiging die uitging van de Vietnamoorlog. De dreiging van een allesomvattende atoomoorlog maakte het gevoel van onveiligheid groot, zelfs schuilkelders konden daar geen verlichting aan bieden. Ook de Maan waar kruiwagentjes stonden en op Venus instrumenten boden geen alternatief. Schmidt schreef dat vluchten geen zin meer had, men was immers nergens veilig aangezien de wereld totaal ten onder zou gaan. De enige oplossing moest gezocht worden in de liefde (het vluchten bij elkaar). 
Volgens Frits Spits maakte Schmidt de wereld klein door in het laatste couplet veel verkleinwoorden te gebruiken.

## Uitvoeringen
Het muziekalbum met dertien liedjes uit de musical verscheen in mei 1972. In datzelfde jaar verscheen Vluchten kan niet meer op single. Het begeleidend orkest stond onder leiding van Herman Schoonderwalt. De B-kant werd gevuld met Op naar het hartinfarct, gezongen door Conny Stuart, een van de coryfeeën uit de musical, begeleid door musici onder leiding van Bannink.
De single wist in 1972 geen hitnotering te bemachtigen, maar wel in 1977.  
In 1977 stond het nummer vijf weken in de Nationale Hitparade. De hoogste plaats die het daarin behaalde was 16. In de Nederlandse Top 40 behaalde het 19 als hoogste plaats.  
Toen Arean en Halsema het moesten opnemen voor AVRO's Toppop hadden zij Vluchten kan niet meer al een aantal jaren niet meer gezongen. 
Radio 2 Top 2000 startte in 1999. Het lied wist alle jaren in dat jaarlijks radioprogramma een plaats te veroveren op de hitlijst ervan. In de loop der jaren is het nummer een aantal keren gecoverd, waaronder door Rob de Nijs en door De Elegasten. 
Op 7 november 2015 zongen Dave en Arjan van The Kik een Annie M.G. Schmidt-cover met o.a. Vluchten kan niet meer tijdens het Onze Taal-congres 'Klinkend Nederlands'  in het Chassé Theater in Breda.
Op 17 december 2022 zong Jenny Arean samen met Niels van der Laan en Jeroen Woe in hun programma Even Tot Hier, seizoen 8, een parodie op Vluchten kan niet meer. "Bukken kan niet meer" had betrekking op de korte periode waarin in dat jaar zelfs op natuurijs geschaatst kon worden. 

## NPO Radio 2 Top 2000
| Nummer met noteringen in de NPO Radio 2 Top 2000 | '99 | '00 | '01 | '02 | '03 | '04 | '05 | '06 | '07 | '08 | '09 | '10 | '11 | '12 | '13 | '14  | '15 | '16  | '17  | '18  | '19  | '20  | '21  | '22  | '23  | '24  |
| ------------------------------------------------ | --- | --- | --- | --- | --- | --- | --- | --- | --- | --- | --- | --- | --- | --- | --- | ---- | --- | ---- | ---- | ---- | ---- | ---- | ---- | ---- | ---- | ---- |
| Vluchten kan niet meer                           | 233 | 242 | 431 | 445 | 527 | 316 | 231 | 278 | 272 | 280 | 514 | 544 | 629 | 801 | 718 | 1113 | 954 | 1139 | 1212 | 1358 | 1303 | 1442 | 1503 | 1710 | 1668 | 1628 |

1. ↑  Een vetgedrukt getal geeft de hoogste notering aan.

## Evergreen Top 1000
| Evergreen Top 1000 "Vluchten kan niet meer" | Evergreen Top 1000 "Vluchten kan niet meer" | Evergreen Top 1000 "Vluchten kan niet meer" | Evergreen Top 1000 "Vluchten kan niet meer" | Evergreen Top 1000 "Vluchten kan niet meer" | Evergreen Top 1000 "Vluchten kan niet meer" | Evergreen Top 1000 "Vluchten kan niet meer" | Evergreen Top 1000 "Vluchten kan niet meer" | Evergreen Top 1000 "Vluchten kan niet meer" | Evergreen Top 1000 "Vluchten kan niet meer" | Evergreen Top 1000 "Vluchten kan niet meer" | Evergreen Top 1000 "Vluchten kan niet meer" | Evergreen Top 1000 "Vluchten kan niet meer" | Evergreen Top 1000 "Vluchten kan niet meer" | Evergreen Top 1000 "Vluchten kan niet meer" | Evergreen Top 1000 "Vluchten kan niet meer" | Evergreen Top 1000 "Vluchten kan niet meer" |
| Jaar                                        | 2008                                        | 2009                                        | 2010                                        | 2011                                        | 2012                                        | 2013                                        | 2014                                        | 2015                                        | 2016                                        | 2017                                        | 2018                                        | 2019                                        | 2020                                        | 2021                                        | 2022                                        | 2023                                        |
| ------------------------------------------- | ------------------------------------------- | ------------------------------------------- | ------------------------------------------- | ------------------------------------------- | ------------------------------------------- | ------------------------------------------- | ------------------------------------------- | ------------------------------------------- | ------------------------------------------- | ------------------------------------------- | ------------------------------------------- | ------------------------------------------- | ------------------------------------------- | ------------------------------------------- | ------------------------------------------- | ------------------------------------------- |
| Positie                                     | 155                                         | 125                                         | 137                                         | 137                                         | 192                                         | 18                                          | 177                                         | 229                                         | 187                                         | 184                                         | 122                                         | 113                                         | 95                                          | 125                                         | 74                                          | 106                                         |